# Meryem du Maroc
Lalla Meryem (en arabe : للا مريم), née le 26 août 1962 à Rome (Italie), princesse et membre de la famille royale marocaine, est la fille aînée et le premier enfant du roi Hassan II et de la princesse Lalla Latifa.
Ses frères et sœurs sont : le roi Mohammed VI, les princesses Lalla Asma, Lalla Hasna et le prince Moulay Rachid.

## Biographie

### Éducation
De la maternelle au lycée elle est scolarisée Collège royal de Rabat. À l'école, elle a appris l'arabe et le français et maîtrise également l'espagnol qu'elle apprit de sa nourrice espagnole. Après avoir obtenu son baccalauréat en 1981, dans ce même établissement, Lalla Meryem a été nommée par son père Hassan II présidente des œuvres sociales des Forces armées royales marocaines. Elle poursuit ses études à l’université Mohammed-V de Rabat ou elle est diplômée d’une licence en sociologie[réf. souhaitée].

### Activités officielles
Titulaire de nombreuses fonctions officielles, elle a consacré une grande partie de ses activités au domaine social et culturel.
Parmi ses missions, elle peut représenter la maison royale à l'occasion de cérémonies officielles : au Maroc, comme lors de l'inauguration de Morocco Mall (décembre 2011), ou à l'étranger, lors du centenaire de la Première Guerre mondiale, célébré à Nieuport (octobre 2014) et au couronnement de Charles III à Londres (mai 2023). Par ailleurs, elle est présidente des organismes suivants :
- (1981) la Fondation Hassan II pour les œuvres sociales des anciens militaires et des anciens combattants;
- (1993) l'Association marocaine de soutien à l'UNICEF;
- (1994) l'Observatoire national marocain des droits de l'enfant;
- (1995) la Fondation Hassan II pour les Marocains résidant à l'étranger;
- (1997) l'Association Al Karam pour la protection des enfants en situation précaire à Safi et Marrakech[6];
- (2000) l'Association INSAF[7] pour le de respect des droits de la femme et de l’enfant[8];
- (2003) l'Union Nationale des Femmes Marocaines (UNFM)[9].

Son statut royal lui permet de continuer à travailler en faveur des femmes et des enfants et de se faire l'avocate de leurs droits au niveau international.
En juillet 2001, elle a été nommée ambassadrice de bonne volonté de l'Unesco, s'occupant surtout des projets concernant les femmes et les enfants. Elle est également membre du comité honoraire du Centre international pour enfants disparus et sexuellement exploités.
En 2002, à Rabat, l'ancienne Ligue marocaine pour la protection de l'enfance a été réorganisée en « Centre Lalla Meryem pour les enfants abandonnés »,. Cette même année, les 22, 23 et 24 octobre Lalla Meryem présida les travaux de la Conférence euro-méditerranéenne sur les droits des enfants et de la sécurité humaine, qui s’est tenue à Marrakech et à laquelle y ont pris part des représentants des organismes internationaux tels l’Unesco, l’Unicef, l’OMS, l’Union européenne, le Parlement européen, le Parlement arabe et les acteurs nationaux concernés.
En juillet 2003, le roi Mohammed VI a promu la princesse Lalla Meryem au grade de colonel-major des forces armées royales.
En juillet 2007, elle inaugure à Oujda le « parc Lalla Meryem ». Ce parc qui lui est éponyme s'étend sur deux hectares et est situé au sud de l'ancienne médina et jouxte le boulevard Maghreb El Arabi.

## Mariage
Le 15 septembre 1984, elle épouse Fouad Filali (né en 1957),  fils d'Abdellatif Filali, alors ministre de l'Information. Ils ont eu deux enfants : 
1. Chérifa Lalla Soukaïna, née le 30 avril 1986[16]. Scolarisée au Collège royal, son bac en poche en 2004, elle intègre Science Po Paris. Au terme de sa première année à Science Po, elle choisit Paris-II où elle obtient sa licence et en 2010 elle fait ses études en master marketing et communication à l'ISCAE de Rabat[17],[18]. Le 28 mai 2014, elle épouse Mehdi Regragui[19]. De ce mariage naissent des jumeaux, Hassan et Aya Regragui (nés le 27 septembre 2015)[20]. Le couple divorce en 2019[21];
2. Chérif Moulay Idris, né en 1988. Scolarisé au Collège royal[17], il fait ses études à l'université Al-Akhawayn d'Ifrane. Après avoir compléter ses études il décide de faire carrière à Londres[17].

Le couple divorce en 1997. Lalla Meryem maintint la garde de ses enfants. Son ancien beau-père démissionna de son poste de Premier ministre peu après, le 4 février 1998.

## Ascendance
|  |                                       |  |  |  |  |  |  |  |  |  |  |  |  |  |  |  |
|  | 16. Hassan I                          |  |  |  |  |  |  |  |  |  |  |  |  |  |  |  |
|  |                                       |  |  |  |  |  |  |  |  |  |  |  |  |  |  |  |
|  |                                       |  |  |  |  |  |  |  |  |  |  |  |  |  |  |  |
|  | 8. Youssef Ben Hassan                 |  |  |  |  |  |  |  |  |  |  |  |  |  |  |  |
|  |                                       |  |  |  |  |  |  |  |  |  |  |  |  |  |  |  |
|  |                                       |  |  |  |  |  |  |  |  |  |  |  |  |  |  |  |
|  | 17. Ruqiya                            |  |  |  |  |  |  |  |  |  |  |  |  |  |  |  |
|  |                                       |  |  |  |  |  |  |  |  |  |  |  |  |  |  |  |
|  |                                       |  |  |  |  |  |  |  |  |  |  |  |  |  |  |  |
|  | 4. Mohammed V                         |  |  |  |  |  |  |  |  |  |  |  |  |  |  |  |
|  |                                       |  |  |  |  |  |  |  |  |  |  |  |  |  |  |  |
|  |                                       |  |  |  |  |  |  |  |  |  |  |  |  |  |  |  |
|  | 9. Yaqut                              |  |  |  |  |  |  |  |  |  |  |  |  |  |  |  |
|  |                                       |  |  |  |  |  |  |  |  |  |  |  |  |  |  |  |
|  |                                       |  |  |  |  |  |  |  |  |  |  |  |  |  |  |  |
|  | 2. Hassan II                          |  |  |  |  |  |  |  |  |  |  |  |  |  |  |  |
|  |                                       |  |  |  |  |  |  |  |  |  |  |  |  |  |  |  |
|  |                                       |  |  |  |  |  |  |  |  |  |  |  |  |  |  |  |
|  | 20. Hassan I                          |  |  |  |  |  |  |  |  |  |  |  |  |  |  |  |
|  |                                       |  |  |  |  |  |  |  |  |  |  |  |  |  |  |  |
|  |                                       |  |  |  |  |  |  |  |  |  |  |  |  |  |  |  |
|  | 10. Mohammed Tahar ben Hassan         |  |  |  |  |  |  |  |  |  |  |  |  |  |  |  |
|  |                                       |  |  |  |  |  |  |  |  |  |  |  |  |  |  |  |
|  |                                       |  |  |  |  |  |  |  |  |  |  |  |  |  |  |  |
|  | 5. Abla bent Tahar                    |  |  |  |  |  |  |  |  |  |  |  |  |  |  |  |
|  |                                       |  |  |  |  |  |  |  |  |  |  |  |  |  |  |  |
|  |                                       |  |  |  |  |  |  |  |  |  |  |  |  |  |  |  |
|  | 1. Lalla Meryem                       |  |  |  |  |  |  |  |  |  |  |  |  |  |  |  |
|  |                                       |  |  |  |  |  |  |  |  |  |  |  |  |  |  |  |
|  |                                       |  |  |  |  |  |  |  |  |  |  |  |  |  |  |  |
|  | 24. Mouha Ou Aqqa                     |  |  |  |  |  |  |  |  |  |  |  |  |  |  |  |
|  |                                       |  |  |  |  |  |  |  |  |  |  |  |  |  |  |  |
|  |                                       |  |  |  |  |  |  |  |  |  |  |  |  |  |  |  |
|  | 12. Mouha Ou Hammou Zayani            |  |  |  |  |  |  |  |  |  |  |  |  |  |  |  |
|  |                                       |  |  |  |  |  |  |  |  |  |  |  |  |  |  |  |
|  |                                       |  |  |  |  |  |  |  |  |  |  |  |  |  |  |  |
|  | 6. Hassan ould Mouha Ou Hammou Zayani |  |  |  |  |  |  |  |  |  |  |  |  |  |  |  |
|  |                                       |  |  |  |  |  |  |  |  |  |  |  |  |  |  |  |
|  |                                       |  |  |  |  |  |  |  |  |  |  |  |  |  |  |  |
|  | 13. Hennou                            |  |  |  |  |  |  |  |  |  |  |  |  |  |  |  |
|  |                                       |  |  |  |  |  |  |  |  |  |  |  |  |  |  |  |
|  |                                       |  |  |  |  |  |  |  |  |  |  |  |  |  |  |  |
|  | 3. Latifa Amahzoune                   |  |  |  |  |  |  |  |  |  |  |  |  |  |  |  |
|  |                                       |  |  |  |  |  |  |  |  |  |  |  |  |  |  |  |
|  |                                       |  |  |  |  |  |  |  |  |  |  |  |  |  |  |  |

## Décorations

### Décorations nationales
- Grand cordon de l'ordre du Trône (Maroc).

### Décorations étrangères
- Dame Grand-Croix de l'ordre royal de Victoria (Royaume-Uni, 27 octobre 1980)[26].
- Grand-Croix de l'ordre de l'Infant Dom Henri (Portugal, 25 août 1994)[27].
- Dame Grand-Croix de l'ordre d'Isabelle la Catholique (Espagne, 16 septembre 2000)[28].

- Grand cordon de l'ordre du Mérite (Liban, 17 juillet 2001)[29].

### Prix
- Médaille d'or de la Fondation Hariri (2001)[29].